# Ianis Hagi
Ianis Hagi (Isztambul, 1998. október 22. –) török születésű román válogatott labdarúgó, a Rangers játékosa.

## Pályafutása

### Klubcsapatokban
2009-ben került a Viitorul Constanța, majd itt nevelkedett az akadémián. 2014. december 5-én debütált a román első osztályban az FC Botoșani ellen az utolsó percben. 2015. május 29-én megszerezte első gólját az FC Botoșani elleni bajnoki mérkőzés 51. percében. 2015 nyarán leigazolta az olasz ACF Fiorentina csapata őt, de egy évre kölcsönbe adta nevelő klubjának, bár az AS Roma is szerette volna leigazolni. A 2015–16-os szezontól fogva ő lett a román élvonalbeli labdarúgás történetének legfiatalabb csapatkapitánya.
2016 júliusában csatlakozott a Fiorentinához. Október 23-án mutatkozott be a Cagliari Calcio elleni bajnoki mérkőzésen, a 76. percben váltotta Josip Iličićt. 2018. január 18-án visszatért a Viitorul Constanța csapatához.
Júliusban ismét jelölték a Golden Boy-díjra. 53 tétmérkőzést játszott a csapatnál töltött második időszakában, ezalatt húsz gólt szerzett. 2019. május 25-én megnyerte első jelentős trófeáját pályafutása során, miután a Viitorul 2–1-re legyőzte az Astra Giurgiu csapatát a Román Kupa döntőjében.  
2019. július 12-én a belga bajnokság címvédője, a Genk igazolta le 8 millió euró ellenében. Gheorghe Popescu, a Viitorul ügyvezető igazgató megerősítette, hogy a klub a szerződésben rögzített egy esetleges későbbi visszavásárlási záradékot.
2019. július 26-án első labdaérintéséből gólt lőtt a belga bajnokság nyitányán a Kortrijknak, csapata pedig 2–1-re nyert. Az őszi idényben 14 bajnoki találkozón három gólt szerzett, majd 2020 januárjában a skót Rangers csapatához került kölcsönbe. 2020 májusában hosszútávú szerződést kötött a skót csapattal. A 2020–21-es bajnoki szezonban a legtöbb gólpasszt osztotta ki és bajnoki címet szerzett csapatával, valamint klubjában az év fiatal játékosának is megválasztották.
2023. augusztus 27-én egy szezonra kölcsönbe került a La Ligában szereplő az Alavéshez. November 2-án megszerezte első két gólját a klub színeiben a Deportivo Murcia ellen 10–0-ra megnyert kupa-mérkőzésen.
2025. május 20-án a klub jelentette be, hogy Hagi, Leon Balogun és Tom Lawrence a szezon végén szerződésük lejárta után távoznak a klubtól.

### A válogatottban
Játszott Románia különböző utánpótlás válogatottjában. Tagja volt annak a csapatnak, amely a 2019-es U-21-es labdarúgó Európa-bajnokságon az elődöntőig jutott. Itt 4–2-es vereséget szenvedtek Németország együttesétől.
2018. november 17-én mutatkozott be a felnőtt csapatban, amikor 3–0-ra nyertek Litvánia ellen az UEFA Nemzetek Ligájában. 2024 júniusában Edward Iordănescu szövetségi kapitány behívta a 2024-es labdarúgó-Európa-bajnokságra utazó keretbe.

## Statisztika

### Klubcsapatokban
2024. szeptember 6-i állapotnak megfelelően.
| Klub                 | Szezon           | Bajnokság            | Bajnokság | Bajnokság | Kupa  | Kupa  | Ligakupa | Ligakupa | Nemzetközi | Nemzetközi | Összes | Összes |
| Klub                 | Szezon           | Liga                 | Mérk.     | Gólok     | Mérk. | Gólok | Mérk.    | Gólok    | Mérk.      | Gólok      | Mérk.  | Gólok  |
| -------------------- | ---------------- | -------------------- | --------- | --------- | ----- | ----- | -------- | -------- | ---------- | ---------- | ------ | ------ |
| Viitorul Constanța   | 2014–15          | Liga I               | 7         | 1         | 0     | 0     | 0        | 0        | —          | —          | 7      | 1      |
| Viitorul Constanța   | 2015–16          | Liga I               | 31        | 3         | 1     | 0     | 0        | 0        | —          | —          | 32     | 3      |
| Viitorul Constanța   | Összesen         | Összesen             | 38        | 4         | 1     | 0     | 0        | 0        | —          | —          | 39     | 4      |
| Fiorentina           | 2016–17          | Serie A              | 2         | 0         | 0     | 0     | —        | —        | —          | —          | 2      | 0      |
| Viitorul Constanța   | 2017–18          | Liga I               | 14        | 6         | 0     | 0     | —        | —        | —          | —          | 14     | 6      |
| Viitorul Constanța   | 2018–19          | Liga I               | 31        | 10        | 4     | 3     | —        | —        | 4          | 1          | 39     | 14     |
| Viitorul Constanța   | Összesen         | Összesen             | 45        | 16        | 4     | 3     | —        | —        | 4          | 1          | 53     | 20     |
| Genk                 | 2019–20          | Jupiler Pro League   | 14        | 3         | 0     | 0     | —        | —        | 5          | 0          | 19     | 3      |
| Rangers (kölcsönben) | 2019–20          | Scottish Premiership | 7         | 1         | 2     | 0     | —        | —        | 4          | 2          | 13     | 3      |
| Rangers              | 2020–21          | Scottish Premiership | 33        | 7         | 2     | 0     | 2        | 0        | 9          | 1          | 46     | 8      |
| Rangers              | 2021–22          | Scottish Premiership | 15        | 2         | 1     | 0     | 3        | 1        | 8          | 1          | 27     | 4      |
| Rangers              | 2022–23          | Scottish Premiership | 8         | 1         | 3     | 0     | 0        | 0        | 0          | 0          | 11     | 1      |
| Rangers              | 2023–24          | Scottish Premiership | 0         | 0         | 0     | 0     | 1        | 0        | 1          | 0          | 2      | 0      |
| Rangers              | Összesen         | Összesen             | 63        | 11        | 8     | 0     | 6        | 1        | 22         | 4          | 99     | 16     |
| Alavés (kölcsönben)  | 2023–24          | La Liga              | 22        | 0         | 4     | 2     | —        | —        | —          | —          | 26     | 2      |
| Karrier összesen     | Karrier összesen | Karrier összesen     | 184       | 34        | 17    | 5     | 6        | 1        | 31         | 5          | 238    | 45     |

Jegyzetek
1. ↑  Tartalmazza: Román Kupa, Skót Kupa, Spanyol Kupa
2. ↑  Tartalmazza: Skót Ligakupa
3. 1 2 3  Mérkőzése(i) az Európa Ligában
4. 1 2  Mérkőzése(i) a Bajnokok Ligájában
5. ↑  Mérkőzése(i) a Bajnokok Ligájában: (egy mérkőzés) és az Európa Ligában (hét mérkőzés; egy gól)

### A válogatottban
| Válogatott | Év       | Mérk. | Gól |
| ---------- | -------- | ----- | --- |
| Románia    | 2018     | 1     | 0   |
| Románia    | 2019     | 9     | 0   |
| Románia    | 2020     | 4     | 0   |
| Románia    | 2021     | 10    | 2   |
| Románia    | 2022     | 0     | 0   |
| Románia    | 2023     | 7     | 2   |
| Románia    | 2024     | 14    | 1   |
| Románia    | 2025     | 2     | 1   |
| Összesen   | Összesen | 47    | 6   |

## A családja
Az édesapja a 124-szeres román labdarúgó-válogatott Gheorghe Hagi, aki a Viitorul Constanța alapítója, tulajdonosa és elnöke. A nővére Kira Hagi, román színésznő.

## Sikerei, díjai

### Klub
- Viitorul Constanța
  - Román kupa: 2018–19
  - Román szuperkupa: 2019

- Genk
  - Belga szuperkupa: 2019

- Rangers
  - Skót bajnokság: 2020–21
  - Skót kupa: 2020–21
  - Skót ligakupa: 2023–24

### Egyéni
- Az év romániai fiatal játékosa: 2015
- A Liga I szezon csapatának tagja: 2017–18, 2018–19
- A skót Premiership legjobb játékosa: 2020–21
- A Rangers év fiatal játékos: 2020–21[25]

## További információ(k)

#### Közösségi platformok
- Ianis Hagi a Facebookon
- Ianis Hagi az Instagramon

#### Egyéb weboldalak
- Ianis Hagi az UEFA adatbázisában (angolul)
- Ianis Hagi adatlapja a Soccerway oldalon (angolul)
- Ianis Hagi adatlapja a Transfermarkt oldalon (angolul)
- Ianis Hagi adatlapja a Rangers oldalon (angolul)
- Ianis Hagi adatlapja a RomanianSoccer oldalon (románul)